# 非洲语言
非洲語言主要分為五個語系：

非洲主要語系地圖，圖中顏色如下：
亞非語系
尼羅-撒哈拉語系
尼日尔-刚果语系
班圖語支
科伊桑語系
印歐語系
南島語系

- 亞非語系（又稱闪含语系）（包含240多種语言，2.85亿人使用，分布在北非、西非和非洲之角）
- 尼羅-撒哈拉语系（有爭議的語系類別）（包含100多種语言，3000万人使用，主要分布在乍得、埃塞俄比亚、肯尼亚、苏丹、乌干达、坦桑尼亚北部等地区）
- 尼日尔-刚果语系（世界最大的语系之一，包含数百多種语言，7億人使用，分布在撒哈拉以南非洲地区，包括班图诸语言以及不屬於班圖語支的語言）
- 南島語系（馬達加斯加語，2500萬人使用，分佈在印度洋島嶼馬達加斯加）
- 印歐语系（包含英語、法語、葡萄牙語等，大多作為官方語言和通行語使用；南非語是在南非所用的一種基於荷蘭語的克里奧爾語。在非洲各個曾受殖民統治的國家中，都發展出多種克里奧爾語或皮钦语。）

此外還有許多比較小的語系和孤立語系，以及未分類的語言。原先劃分出來的科伊桑语系（包含50语言，12万人使用，集中在非洲南部）是一種過時分類，內部沒有語系關係。
估计在非洲總共有1250到2100種语言（隨語言和方言的界線劃分而定）。这事实让语言政策在後殖民时代成了关键问题。非洲的本土语言之中，有的使用者有数千万之多，有的使用者才几百人以下，其中很多为濒危语言。
約有100種語言成為跨民族的交談語言，例如阿拉伯語、索馬利亞語、柏柏爾語、阿姆哈拉語、奧羅莫語、伊博語、史瓦希利語、豪薩語、富拉語、曼丁諸語言、約魯巴語。這些語言有超過數千萬人使用。很多非洲國家獨立之後，以殖民母國的語言，法語、英語、葡萄牙語作為政府文書和教育用語。不過近年來，非洲國家逐漸支持維護語言多樣性的語言政策。

## 语系

### 闪含语系
闪含语系又称“閃米特-含米特語系”、“亚非语系”、“非亞語系”、“非洲-亞洲語系”或“阿非罗-亚细亚语系”，主要分布在非洲北部和亚洲的阿拉伯半岛。
此語系在非洲最常通行的語言是阿拉伯語、索馬利亞語、柏柏爾語、豪薩語、阿姆哈拉語、奧羅莫語。
闪含语系主要的共同特征是：
- 是一种屈折语
- 辅音除了有清辅音和浊辅音外，还有一种重辅音，是在口腔后部和喉腔形成的
- 动词有人称前缀
- 有格和性的区别，但比印欧语系简单
- 词根基本由辅音组成

### 尼罗-撒哈拉语系
尼罗-撒哈拉语系分布于非洲的尼罗河沿岸，尼日尔河沿岸以及非洲中部的撒哈拉地区。此語系的語系關係未有決定性的證據，支持有此類別的語言學家不多。把桑海語列入這語系引起了質疑，有些人主張桑海語應視為獨立的語系。
列入此語系的著名語言包括卡努里語（撒哈拉語族）、努比因語（古代努比亞人的語言）、富爾語、桑海語，以及屬於尼羅特語族的丁卡語、盧歐語、馬賽語。

### 尼日尔-刚果语系
尼日尔-刚果语系分布在非洲的中部和非洲南部部分地区，班圖語支佔大宗。史瓦希利語（Swahili）为使用人数最多的班圖語，大部分使用者在坦桑尼亚东部和肯尼亚东南部。其他主要的班圖語有辛巴威的紹納語（Shona）、剛果的林格拉語（Lingála）、南非的祖魯語等等。在非班圖語中，富拉語、沃洛夫語、阿坎语、莫西語、約魯巴語、伊博語在西非有相當數量的使用者。
曼德語族通常劃分在尼日尔-刚果语系，但和尼日尔-刚果语系的語系關係相當疏離，不屬於大西洋-剛果語族。常通行的曼德語族為曼丁諸語言，像是班巴拉語、曼丁哥語、迪尤拉語、索寧克語等。
保有自己宗教傳統的多貢人（Dogon）所說的多貢諸語言，同樣不屬於大西洋-剛果語族。
許多尼日尔-刚果语系語言都是聲調語言，詞句順序通常為主謂賓結構（SVO）。而南非的祖魯語和科薩語，受到鄰近的科伊桑語系語言影響，而帶有搭嘴音（吸氣音）。

### 科伊桑语系
科伊桑语系主要分布在非洲南部及东部各国。研究科伊桑民族和語言的學者，認為這分類內部缺乏有互相關連的證據，不同意有所謂的「科伊桑語系」。除桑達韋語和哈扎語外，科伊桑學者把其他語言分為 Tuu、Juu-ǂHoan、Kwadi-Khoe 3個語系。科伊桑的各語言，以搭嘴音（吸氣音）之多而聞名。

### 非本地语言
非洲的非本地語言语言主要属於以下4个语系：
- 马达加斯加语（为南岛语系语言）
- 古吉拉特语（印欧语系，印度-雅利安语支，源於來自印度的移民）
- 南非语、葡萄牙语、英语、法语、西班牙语（印欧语系）

随着欧洲殖民主义国家的入侵，大多数非洲国家皆采用非洲以外语言作为官方语言，不过如今亦有本地语言，例如斯瓦希里语被用作非洲国家的官方语言。
在非洲被广泛使用的非本地语言有阿拉伯语、法语、英语、葡萄牙语、南非语、和马达加斯加语等语言，分别属于闪含语系、印欧语系和南岛语系。
古代还有古波斯语、希腊语、拉丁语等语言，主要通行在北非、埃及等地区。

### 克奥尔语
在非洲各個曾受殖民統治的國家裡，都發展出多種克里奥尔语。

### 未分类语言
非洲的未分类语言包括：
- Ongota语（或属闪含语系）
- Shabo语（或属尼罗-撒哈拉语系）
- Laal语和Jalaa语（或属尼日尔-刚果语系）

比较鲜为人知的有Bete语、Bung语、Kujarge语、Lufu语、Mpre语、Oropom语、和Weyto语。
另外，Kadu语、科尔多凡语、Hadza语和桑达韦语的语言学分类尚具有一定的争议性。

### 手语
许多非洲国家都有官方的国家手语，譬如阿尔及利亚手语、突尼斯手语、埃塞俄比亚手语等等。亦有一些手语是限于某地区或者某村的范围内才使用，有加纳的Adamorobe手语等作为例子。

## 语言特征
非洲语言唯一的共同特征是使用者大部分在非洲，在语言学上并没有“泛非”语言地区的概念。因为语种语族众多，很难对非洲所有语言的特征作出笼统的描述。

### 声调语言
非洲语言之中的声调语言比世界其他地区多，其中有表现变调等声调语言仅有的语言特征。

## 通行語
非洲歷史上由於貿易往來的需要，有些語言在局部地區發展為通行語。例如：柏柏爾語（北非和西非）、迪尤拉語（西非的西部）、富拉語（西非）、豪薩語（西非）、林格拉語（剛果）、史瓦希利語（東南非）、阿姆哈拉語（衣索比亞）、索馬利語（非洲之角），以及阿拉伯語（北非和非洲之角）。
在殖民時代和後殖民時代，英語、法語、葡萄牙語及這些語言的克里奧爾語，成為許多非洲國家的官方語言或通行語。

## 文字系統
在今日，拉丁字母廣泛用於紀錄非洲語言，尤其是在漠南非洲。阿拉伯字母主要用於北非，而吉茲字母在非洲之角特別強勢。在某些局部性地域，其他的字母或文字符號佔有一定程度的地位。
- 拉丁字母

非洲多國的語言以用拉丁字母紀錄為主，尤其那些本來沒有文字的語言大多採用拉丁字母作為書寫系統。法語、英語、葡萄牙語等印歐語系語言是用拉丁字母來書寫。
- 阿拉伯字母

主要用於北非，書寫阿拉伯語。幾世紀來也用於紀錄一些非洲語言，例如豪薩語、史瓦希利語、約魯巴語、富拉語、桑海語、柏柏爾語、班巴拉語、曼丁哥語、沃洛夫語、索馬利亞語等等。但通常必須要修改阿拉伯字母來表記這些非洲語言所具有的音調，因此發展出像阿雅米（Ajami）字母這種改編過的阿拉伯字母來書寫這些非洲語言。
- 吉茲字母

衣索比亞的官方語言阿姆哈拉語和厄利垂亞的工作語言提格利尼亞語採用古老的吉茲字母。古代的吉茲語就是用吉茲字母來書寫。自1991年，奧羅莫語正式定案從本來的吉茲字母改為用拉丁字母拼音。
- 提非納字母

古老的地中海文字，主要用來書寫柏柏爾語，特別是圖阿雷格語（Tamasheq）。新提非納字母（只在摩洛哥獲得官方地位）和拉丁字母、阿拉伯字母共同作為柏柏爾語的書寫系統。
- 奧斯曼亞字母

是用作書寫索馬利語的字母，在1920年至1922年期間由奧斯曼·尤瑟夫·肯納迪發明。1972年10月，索馬利亞總統單方面地決定採用拉丁字母拼寫索馬利語，奧斯曼亞字母逐漸衰退。
- 西非書面字母（N'Ko字母）

用來書寫西非曼德語族的字母，在1949年由蘇利曼·坎特發明，N'Ko在曼德語族語言中意味著「我說」。N'Ko字母在幾內亞、馬利和象牙海岸獲得廣泛使用，和拉丁字母、阿拉伯字母共同作為曼德語族的書寫系統。
- 瓦伊音節文字

莫莫洛·杜瓦魯·布格磊於1833年在賴比瑞亞發明瓦伊音節文字(Vai)，用來書寫曼德語族的瓦伊語。
- 阿德拉姆字母

取自Alkule Dandayɗe Leñol Mulugol的縮寫Adlam，意思是「保護人們免於消逝的字母」，用來書寫富拉語。在1989年，當時還是少年的兩兄弟，伊布拉西馬·巴瑞和阿卜杜拉耶·巴瑞（Ibrahima and Abdoulaye Barry）在幾內亞發明。阿德拉姆字母在西非好幾個說富拉語的地區流通。

## 使用人口
下表列出非洲主要语言的使用人口。
| 语言               | 语系            | 母语人口                                   | 官方语言地位                                                 |
| ------------------ | --------------- | ------------------------------------------ | ------------------------------------------------------------ |
| 南非語             | 印欧语系        | 7,200,000                                  | 南非                                                         |
| 阿坎语             | 尼日尔-刚果语系 | 11,000,000                                 | 无。 政府鼓励的语言                                          |
| 阿姆哈拉语         | 亚非语系        | 22,000,000                                 | 衣索比亞                                                     |
| 现代标准阿拉伯语   | 亚非语系        | 150,000,000 一些方言间不能互通             | 阿尔及利亚, 埃及, 利比亞, 毛里塔尼亚, 摩洛哥, 苏丹, 突尼西亞 |
| 柏柏尔语           | 亚非语系        |                                            | 摩洛哥, 阿尔及利亚                                           |
| 齐切瓦语           | 尼日尔-刚果语系 | 11,500,000                                 | 马拉维, 辛巴威                                               |
| 毛里求斯克里奥尔语 | 克里奥尔语      | 1,500,000                                  | 模里西斯                                                     |
| 英语               | 印欧语系        |                                            | 参见英语国家和地区列表                                       |
| 法语               | 印欧语系        | (120,000,000 包括非母语使用者)             | 参见法语国家和地区列表                                       |
| 富拉語             | 尼日尔-刚果语系 | 25,000,000                                 |                                                              |
| 基库尤语           | 尼日尔-刚果语系 | 6,600,000                                  |                                                              |
| 豪萨语             | 亚非语系        | 34,000,000                                 |                                                              |
| 伊博語             | 尼日尔-刚果语系 | 18,000,000                                 |                                                              |
| 卢旺达语           | 尼日尔-刚果语系 | 9,800,000                                  | 卢旺达                                                       |
| 基隆迪语           | 尼日尔-刚果语系 | 8,800,000                                  |                                                              |
| 刚果语             | 尼日尔-刚果语系 | 5,600,000                                  | 安哥拉认可的国家语言                                         |
| 林加拉语           | 尼日尔-刚果语系 | 5,500,000                                  | 刚果民主共和国国家语言                                       |
| 卢欧语             | 尼罗-撒哈拉语系 | 15,000,000 - 20,000,000                    | 衣索比亞, 刚果民主共和国, 坦桑尼亚, 乌干达, 南蘇丹, 苏丹     |
| 马拉加斯语         | 南島語系        | 18,000,000                                 | 马达加斯加                                                   |
| 莫西语             | 尼日尔-刚果语系 | 7,600,000                                  | 布吉納法索认可的国家语言                                     |
| 南部恩德贝勒语     | 尼日尔-刚果语系 | 1,090,000                                  | 南非官方语言之一                                             |
| 北索托語           | 尼日尔-刚果语系 | 4,600,000                                  | 南非                                                         |
| 奧羅莫語           | 亚非语系        | 26,000,000                                 | 衣索比亞                                                     |
| 葡萄牙語           | 印欧语系        | 13,700,000 (估计)                          | 安哥拉, 赤道几内亚, 莫桑比克, 聖多美和普林西比               |
| 塞索托语           | 尼日尔-刚果语系 | 5,600,000                                  | 賴索托, 南非, 辛巴威                                         |
| 施卢赫语           | 亚非语系        | 14,000,000 (估计)                          |                                                              |
| 修納語             | 尼日尔-刚果语系 | 14,200,000 包括马尼卡，Ndau方言(2000–2006) | 辛巴威, 莫桑比克,                                            |
| 索馬里語           | 亚非语系        | 16,600,000                                 |                                                              |
| 斯瓦希里语         | 尼日尔-刚果语系 | 55,000,000 。                              | 坦桑尼亚, 乌干达官方语言， 刚果民主共和国国家语言            |
| 提格利尼亞語       | 亚非语系        | 7,000,000                                  |                                                              |
| 卢巴-加丹加语      | 尼日尔-刚果语系 | 6,300,000 (1991)                           | 刚果民主共和国的国家语言                                     |
| 茨瓦纳语           | 尼日尔-刚果语系 | 5,200,000                                  | 南非,                                                        |
| 姆班杜語           | 尼日尔-刚果语系 | 6,000,000                                  | 安哥拉认可的国家语言                                         |
| 约鲁巴语           | 尼日尔-刚果语系 | 28,000,000                                 |                                                              |
| 科萨语             | 尼日尔-刚果语系 | 7,600,000                                  | 南非, 辛巴威                                                 |
| 祖鲁语             | 尼日尔-刚果语系 | 10,400,000                                 | 南非                                                         |

## 非洲聯盟的語言
非洲聯盟憲法規定的工作語言為：非洲語言（如果可能的話）、阿拉伯語、英語、法語和葡萄牙語。
一項2003年採納的增修憲法條文協議，將非洲聯盟的官方語言定義為：阿拉伯語、英語、法語、葡萄牙語、西班牙語、史瓦希利語和任何其他的非洲語言，並把使用官方語言和工作語言的程序和實際形式交由執行委員會決定。該增修條文會在得到2/3的成員國批准後生效。